# Lusiana
Lusiana (zimbrisch Lusaan) ist eine Fraktion der nordostitalienischen Gemeinde (comune) Lusiana Conco in der Provinz Vicenza in Venetien. Die ländlich geprägte Ortschaft liegt etwa 26 Kilometer nördlich von Vicenza am Südrand der Alpen auf der Hochebene der Sieben Gemeinden (Sette Comuni), in denen traditionell das Zimbrische gesprochen wurde, ein bairischer Dialekt, der zahlreiche mittelhochdeutsche Elemente bewahrt. Die Sprache wurde aber im 19. und 20. Jahrhundert zugunsten des Italienischen zurückgedrängt und ist heute fast ausgestorben.

## Name
Der Name geht möglicherweise auf Lucus Dianae (Heiliger Wald der Diana) zurück, was zu Ludianae, später zu Luxiana und schließlich zur heutigen Form verwandelt wurde. Dieses Waldgebiet, das sich bis an den Brenta (Medoacus maior) und den Astico (Medoacus minor) erstreckte, war schon Strabo bekannt. Nach einer anderen Herleitung geht der Name auf die keltischen Verehrer des Lugh zurück, den Gott des Lichtes und des Herdfeuers, oder aber auf eine Grundherrenfamilie namens Lucilius. Hingegen wurde die Herleitung von Lusius bestritten, obwohl auch diese Familie belegt ist, da die Ableitung des zimbrischen Namens Lusaan aus phonetischen Gründen auszuschließen ist. Erstmals belegt ist der Name Lusiana 1297 und 1339.

## Geschichte

### Veneter, Römer, zimbrische Sprache
Vermutlich reicht die Geschichte des Ortes bis in venetische Zeit zurück, doch wird dies bisher überwiegend durch Zufallsfunde, weniger durch systematische Grabungen nahegelegt. Zahlreiche Ortsnamen stammen aus römischer Zeit. Ein Waffenfund auf dem Cornione belegt die Anwesenheit von Langobarden. Der Zusammenhang zwischen diesen und dem Zimbrischen ist unklar, jedenfalls war die Sprache um 1600 so verbreitet, dass 1602 in Vicenza ein Katechismus in deutscher Sprache für die Sieben Gemeinden aufgelegt wurde.

### Padua und Vicenza, Ezzelino III. da Romano
In den Quellen taucht der Ort erstmals 1080 auf, als die Kirche S. Donato del Covolo erwähnt wurde. Bis 1164 gehörte die Gemeinde zum Bistum Padua, dann kam sie an die Republik Vicenza. Dabei mussten die neuen Herren die Vorrechte der Bewohner anerkennen, die vor allem in der Abgabenfreiheit, im Recht auf Transhumanz, also dem saisonalen Beweiden, und im zollfreien Kauf von Salz bestanden. 1236 bis 1259 unterstand die Region Ezzelino III. da Romano.

### Zusammenschluss der Sieben Gemeinden (1259/1310)
1259 vereinten sich die sieben Gebirgsgemeinden zu einer Liga. Sie verbanden sich dazu mit Padua, um auf die Angriffe Vicenzas reagieren zu können.
1310 entstand eine eigene Herrschaft: „Sleghe un Lusaan Genebe un Vüsche Ghel Rotz Roboan dise sain siben alten Komeun prüdere Liben“ (Asiago und Lusiana, Enego und Foza, Gallio, Rotzo, Roana, dies sind die Sieben alten Gemeinden, liebe Brüder). Neben Asiago und Enego war Lusiana die führende Gemeinde unter den Sieben. Die Scaligeri stellten die Gemeinden unter ihren Schutz, doch 1387 fiel das Gebiet an Mailand unter Gian Galeazzo Visconti. Aus dieser Zeit stammt die älteste erhaltene Glocke im Vicentino (1388).

### Republik Venedig (1404–1797)
Die Mailänder blieben bis 1404, als Michele Steno die Übernahme durch die Republik Venedig akzeptierte. 1447 und 1508 wurden sie in die Kämpfe der Republik mit dem Heiligen Römischen Reich hineingezogen und Landsknechte Maximilians I. brandschatzten die sieben Gemeinden, wobei das Archiv von Lusiana verbrannte. Doch ein Aufgebot der Gemeinden vertrieb die Invasoren nach Asiago, dann nach Trient. Im nächsten Jahr gelang es den 1000 Mann der Gemeinden unter Führung des Capitano Angelo Caldogno, einen erneuten Plünderzug abzuwehren. Um 1500 hatte Venedig für die Bewaffnung der Gemeinden gesorgt, und zugleich 1000 Mann mit Arkebusen dorthin gesandt. Die Lasten wurden auf die vier Quartiere zu gleichen Teilen verteilt, so dass Asiago, dann Gallio, Lusiana und die Contrade Annesse (sie waren von Lusiana abgetrennt worden und genossen seit etwa 1300 die gleichen Privilegien wie die Sieben Gemeinden), sowie Foza und Enego, schließlich Roana und Rotzo jeweils gleiche Anteile an den Aufwendungen zu tragen hatten. Jedes dieser vier Quartiere unterstand einem Capitano.
Im 16. Jahrhundert wurden die ersten Tabakpflanzen angebaut, hinzu kam die Produktion von Leinen. Mitte des 17. Jahrhunderts kam die Herstellung und der Verkauf von Strohhüten hinzu, die bis ins 20. Jahrhundert gefertigt wurden. 1667 wurde Lusiana und die Orte Conco, San Luca und Cosara von Abgaben auf den für die Hutproduktion notwendigen Weizen freigestellt, der im März ausgesät wurde und dessen Stroh als besonders fein galt. Daneben wuchsen hier Nüsse, Birnen, Äpfel, Feigen und an einigen Orten Kastanien, hier und da auch Wein. Darüber hinaus durften die Bewohner Lusianas ihre Leinenstoffe zollfrei nach Venedig bringen, wogegen sich die Konkurrenz aus Vicenza zu wehren suchte. Wohl zu Anfang des 18. Jahrhunderts verschwand in Lusiana die lokale Sprache.

### Franzosen und Österreicher (1797–1866)
Als Napoleon sich 1797 gegen Venedig wandte, sammelten sich zweitausend Mann aus den Sieben Gemeinden, doch wurden sie gleich wieder nach Hause geschickt. Am 16. Mai löste sich die Republik Venedig auf, doch noch im Juli blockierten die Bewohner von Lusiana und Conco die Zugänge in Mare, Velo, Laverda und Tortima. Doch sie mussten die Aussichtslosigkeit ihres Widerstands einsehen. Im Kapitelhaus von Lusiana residierte nun der Leiter der Municipalité.
Mit dem Vertrag von Campoformio ging Venetien an Österreich, doch am 6. November 1805 kehrten die Franzosen zurück. Die Bevölkerung Lusianas war, wie an vielen Orten, in Franzosenfreunde und -feinde gespalten. Am 29. Juni 1807 hob ein Dekret Napoleons die Herrschaft der Sieben Gemeinden nach 497 Jahren auf. Sitz der Vizepräfektur wurde Asiago. Die Sieben Gemeinden und einige umgebende Orte wurden zum Dipartimento del Bacchiglione. Während der Kriege bis 1815 lasteten Kontributionen auf der Gemeinde und viele Männer wurden zur Armee eingezogen.
1815 kam Lusiana, wie ganz Venetien, wieder an Österreich. Wien versuchte erste Industrien zu fördern und legte Wert auf den Ausbau der Infrastruktur. 1836 grassierte die Cholera, 1848 beteiligten sich einige Männer an der Revolution, unter ihnen Passuello Berti und Francesco Sartori. 1866 standen Männer aus Lusiana sowohl auf preußischer, als auch auf österreichischer Seite.

### Italien, Niedergang der Ausfuhr (ab 1866)
Nach der Niederlage Österreichs kam Venetien an das Königreich Italien. Die Grenznähe und die verschiedenen Zollsysteme führten bis zum Ersten Weltkrieg zu einem Aufblühen des Schmuggels, insbesondere von Tabak, Alkohol und Zucker. Dabei brachten hohe Mahlgebühren und Zölle viele Bürger auf, zumal gegen Ende des 19. Jahrhunderts der ökonomische Niedergang gravierende Folgen hatte. Die äußerst einseitige, vielfach von Mais dominierte Ernährung führte zur Ausbreitung der Pellagra, viele sahen sich zur Auswanderung nach Amerika gezwungen.
Die Produktion von Strohhüten wurde durch den Anschluss an Italien praktisch vernichtet. Vor 1866 gingen allein eine Million Hüte pro Jahr nach Österreich. Noch bis 1820 war der Markt für diese Hüte begrenzt, auch wenn Hüte nach Deutschland und England gingen. 1820 bis 1845 nahmen die Schweiz und Frankreich schnell wachsende Mengen ab, wenn auch Paris 1845 hohe Zölle einführte. Daraufhin belieferte die Region Nordamerika verstärkt. Nach 1866 brachen die Märkte durch überhöhte Zölle ein. Erst um 1880 erholte sich die Produktion wieder ein wenig, und in der Region waren 12.000 bis 14.000 Menschen in dieser Industrie beschäftigt.

### Erster Weltkrieg, Kampfgebiet (1914–1918)
Im Ersten Weltkrieg wurde die Grenzregion militärisch ausgebaut. So entstanden zahlreiche Batterien, Schützengräben und Galerien in den Bergen der Umgebung, die Bürger wurden zu Kriegsarbeiten herangezogen. Seilbahnen verbanden Calvene mit Marziale, Marostica mit S. Caterina, es entstand ein Lazarett. 1916 nahm das XXII. Corpo d’Armata seinen Sitz in Lusiana, d. h. im Palazzo Tescari und in der Grundschule. Während das Militär einzog, ging die Zivilverwaltung nach Vicenza, viele Einwohner verließen die Kriegszone. Am 28. Januar 1918 begann die Gegenoffensive gegen die Österreicher, am 28. Oktober verließen die Österreicher Asiago und Gallio. Lusiana hatte 107 Kriegstote zu beklagen. Rund ein Drittel der Wälder und Pflanzungen waren völlig zerstört, rund die Hälfte schwer geschädigt. Kriegsgefangene und -rückkehrer wurden eingesetzt, um die schlimmsten Schäden zu beseitigen.

### Faschismus und Zweiter Weltkrieg (1922–1945)
In der Zwischenkriegszeit und unter den Faschisten wurden die Wiederaufbauarbeiten fortgesetzt, ein Aquädukt versorgte die Orte mit Wasser, der Dorfplatz wurde restauriert, ebenso wie die Fassade von S. Giacomo. Während des Zweiten Weltkrieges gingen viele Frauen zu Fuß nach Venedig und Chioggia, um ihren Tabak gegen Salz einzutauschen. Zeitweise wurden griechische Juden, die deportiert worden waren, in Lusania untergebracht, ebenso wie deutsche Truppen in Villa Maria. Eine der wenigen Einnahmequellen waren die vom Deutschen Reich bezahlen Gelder zum Festungsausbau.

### Nachkriegszeit, Landflucht (ab 1945)
In der Nachkriegszeit entfielen auch diese, und die Bevölkerung versuchte sich im Braunkohlenabbau im Val del Ponte, verdiente sich als Korbflechter, ernährte sich zum Teil aus den Wäldern, schmuggelte. Reguläre Arbeit war kaum vorhanden. Ein Viertel der Bevölkerung wanderte aus, viele der Auswanderer schickten Pakete in die Heimat. 2005 hatte der Ort 2915 Einwohner.

### Zusammenschluss mit Conco, Gemeindegebietsgröße
Lusiana war bis zum 20. Februar 2019 eine eigenständige Gemeinde und bildet seitdem mit der ebenfalls aufgelösten Gemeinde Conco die Gemeinde Lusiana Conco. Das ehemalige Gemeindegebiet erstreckte sich über eine Fläche von 3423 ha und grenzte an Asiago, Conco, Marostica, Salcedo und Lugo di Vicenza. Im Spätmittelalter war die Gemeinde erheblich größer, wie eine Urkunde vom 6. Mai 1340 belegt. Diese Ausdehnung bestätigte Cangrande II. della Scala 1357. Noch in einem Dekret vom 17. August 1722 gehörten „Conco, Crosara, Gomarolo, Val di S. Florian und Valonara genannt Roveredo Alto zu den wahren und rechtmäßigen Contrade di Lusiana“. 1725 entschied Luigi Mocenigo, dass zu Lusiana auch S. Luca, Felesedo, Costalunga und Costacorta, genannt Roveredo Basso gehören sollten.

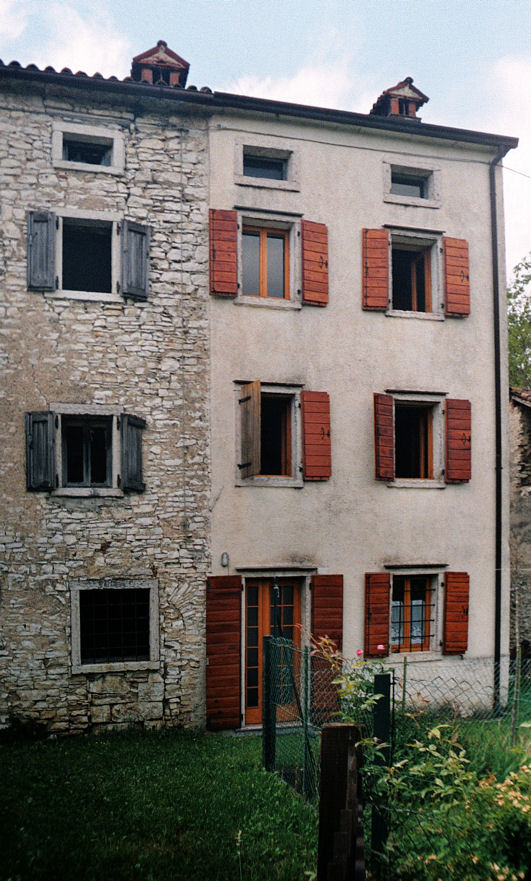
Geburtshaus von Sonia Gandhi (rechts)

## Persönlichkeiten

### Sonia Gandhi
Bekannteste Tochter der Gemeinde ist Sonia Gandhi, die hier 1946 als Sonia Antonia Edvige Albina Maino geboren wurde und als verwitwete Ehefrau des indischen Premierministers Rajiv Gandhi selbst Karriere in der indischen Politik machte. Viele Familien tragen den Familiennamen „Maino“ seit vielen Jahrhunderten, es gibt das Viertel (contrada) Maini. Hier wurde Sonia Maino Gandhi geboren.